# Renthal
Renthal est une société britannique opérant dans le domaine de l’équipement pour motos et cycles.

## Histoire
Le nom de l'entreprise vient des patronymes des deux fondateurs: Renshaw and Rosenthal.